# Carnide (stație de metrou din Lisabona)
Carnide este o stație de pe linia albastră a metroului din Lisabona. Stația este situată sub bulevardul Avenida Marechal Teixeira Rebelo, la intersecția cu strada Rua Guiomar Torrezão, în apropierea bulevardului Avenida dos Condes de Carnide, de unde își trage denumirea. „Carnide” deservește freguesia Carnide și oferă posibilitate de acces către Casa do Artista.

## Istoric
Stația a fost inaugurată pe 18 octombrie 1997, în același timp cu Pontinha, ca parte a extinderii liniei albastre a metroului către zona Pontinha.
Proiectul original al stației aparține arhitectului Sérgio Gomes, iar decorațiunile pictorului José de Guimarães.
În luna mai 2019, în scopul reducerii consumului de energie electrică din rețea, Metroul din Lisabona a anunțat că a demarat un proiect de înlocuire a iluminatului existent în mai multe stații, inclusiv în „Carnide”, cu corpuri de iluminat funcționând pe baza tehnologiei LED, având o durată de viață mai mare și permițând o scădere a costurilor cu energia de până la 60%.
Precum toate stațiile mai noi ale metroului din Lisabona, „Carnide” este echipată pentru a deservi și persoanele cu dizabilități locomotoare, dispunând de lifturi și scări rulante pentru ușurarea accesului la peroane.

## Legături

### Autobuze orășenești

#### Carris
- 729 Bairro Padre Cruz ⇄ Algés[6]

### Autobuze preorășenești

#### Rodoviária de Lisboa
- 210 Lisabona (Colégio Militar) ⇄ Caneças (Jardim)[7]